# Vladimír Kůrka
Vladimír Kůrka (* 1. dubna 1948) je bývalý český soudce působící do roku 2018 u Nejvyššího soudu, v letech 2005 až 2015 soudce Ústavního soudu. 

## Život
Práva vystudoval v roce 1973 na Právnické fakultě Univerzity Karlovy v Praze. Je členem redakční rady časopisu Soudní judikatura, lektorem Justiční akademie a zároveň působí ve zkušebních komisích pro advokátní zkoušky, odborné justiční zkoušky a závěrečné zkoušky právních čekatelů.
Celý život působí v justici, od roku 1974 jako justiční čekatel u Krajského soudu v Plzni, pak jeden rok jako soudce Okresního soudu Plzeň-město a od roku 1976 u Okresního soudu v Mostě, kde se roku 1990 stal i předsedou. V roce 1994 byl dočasně přidělen k Vrchnímu soudu v Praze, kde jako soudce zůstal, aby o dva roky později přešel do Brna k Nejvyššímu soudu. Byl členem jeho občanskoprávního kolegia, věnoval se zejména civilnímu procesu, bytovému právu, restitucím a později i exekucím. 
Soudcem Ústavního soudu byl jmenován prezidentem Václavem Klausem dne 15. prosince 2005. Patřil k soudcům přesvědčeným o nutnosti minimalizace zásahů ústavního soudu do činnosti jiných orgánů veřejné moci. K mediálně sledovaným kauzám, v nichž byl soudcem-zpravodajem, patřil návrh skupiny senátorů na zrušení novoroční amnestie prezidenta Václava Klause, který byl odmítnut. Jako soudce-zpravodaj byl činný např. i ve věci tzv. slovenských důchodů, kde Ústavní soud opakovaně rozhodl opačně než před tím Nejvyšší správní soud, dále ve věci evidence církevních právnických osob nebo povinného členství lékařů v České lékařské komoře.
Po vypršení desetiletého funkčního období se opět vrátil na Nejvyšší soud, kde se od ledna 2016 do prosince 2018 stal předsedou občanskoprávního a obchodního kolegia.
Jeho manželka JUDr. Věra Kůrková je také soudkyní Nejvyššího soudu, věnuje se trestní agendě.